# يوسف حمدي الصافي
يوسف حمدي الصافي (مواليد 27 أغسطس 2000) هو لاعب كرة طائرة مصري يلعب في نادي ستاد بوتيفين الفرنسى على سبيل الإعارة ومنتخب مصر. وهو نجل حمدي الصافي نجم النادي الأهلي السابق.